# فرانسيس هوتون
فرانسيس هوتون (بالإنجليزية: Frances Houghton)‏ هي مجدفة بريطانية، ولدت في 19 سبتمبر 1980 في أكسفورد في المملكة المتحدة.

## وصلات خارجية
- فرانسيس هوتون على موقع الاتحاد الدولي للتجديف (الإنجليزية)
- فرانسيس هوتون على موقع اللجنة الأولمبية الدولية (الإنجليزية)
- فرانسيس هوتون على موقع أوليمبيديا (الإنجليزية)
- فرانسيس هوتون على موقع اللجنة الأولمبية البريطانية (الإنجليزية)